# 福井神社
福井神社（ふくいじんじゃ）は、福井県福井市にある神社である。旧社格は別格官幣社。

## 由緒
福井藩16代の藩主で、福井藩の藩政改革を行い、明治維新の際には徳川親藩・譜代大名の尊王派の中心人物となった松平慶永（号 春嶽）を祀る神社として、昭和18年（1943年）に創建された。これが日本最後の別格官幣社の指定となった。
社殿は総檜造りであったが、創建からわずか2年後の昭和20年（1945年）7月19日の第二次世界大戦の戦災（福井空襲）で焼失した。昭和32年（1957年）福井大学工学部の五十嵐直雄の設計により再建された。総コンクリート造りで、表面はコンクリート打ち放し、神明造を大幅に変形した傾斜の無いフラットな屋根という、一般的な神社とは大きく異なる独特のモダニズム様式で全ての建物が統一されている。社殿前の大鳥居（二の鳥居）も、同じく五十嵐直雄の設計によって再建されたもので、貫がない特殊な形をしている。2022年にDOCOMOMO JAPAN選定 日本におけるモダン・ムーブメントの建築に認定されている。
境内の摂社・恒道神社には、幕末の福井藩士、中根靱負（号 雪江）・鈴木主税（号 純淵）・橋本左内（号 景岳）が祀られている。

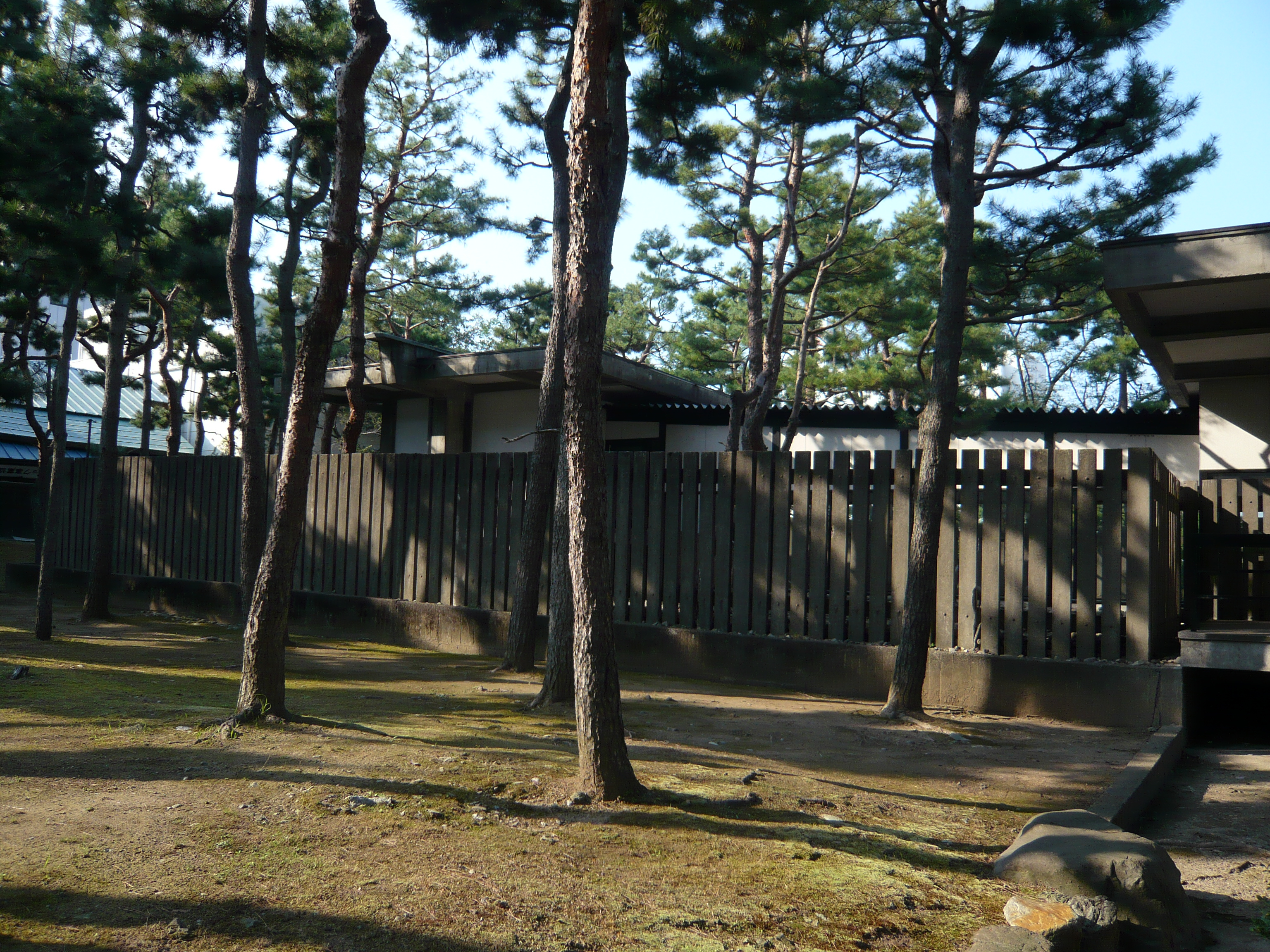
本殿
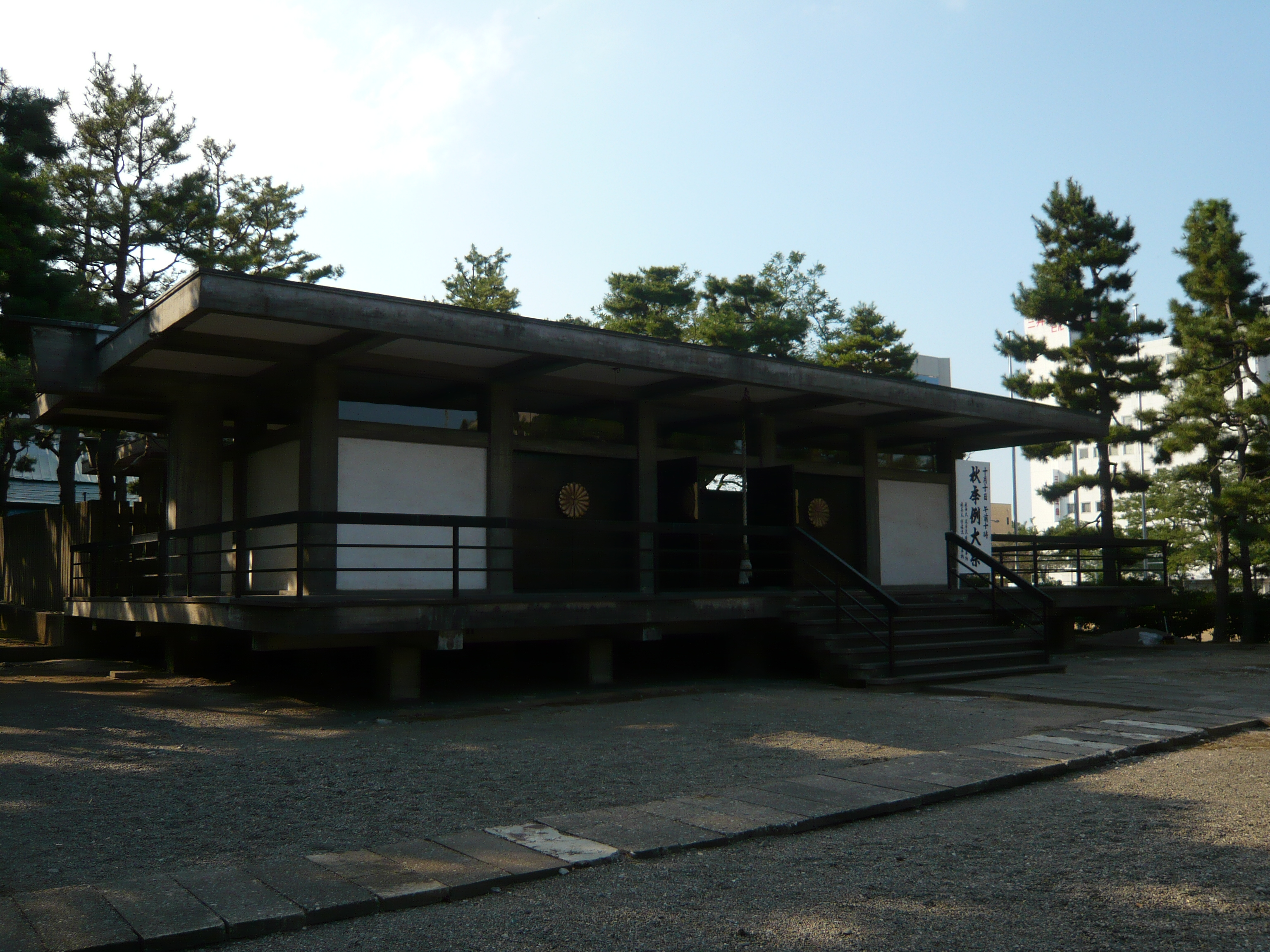
拝殿
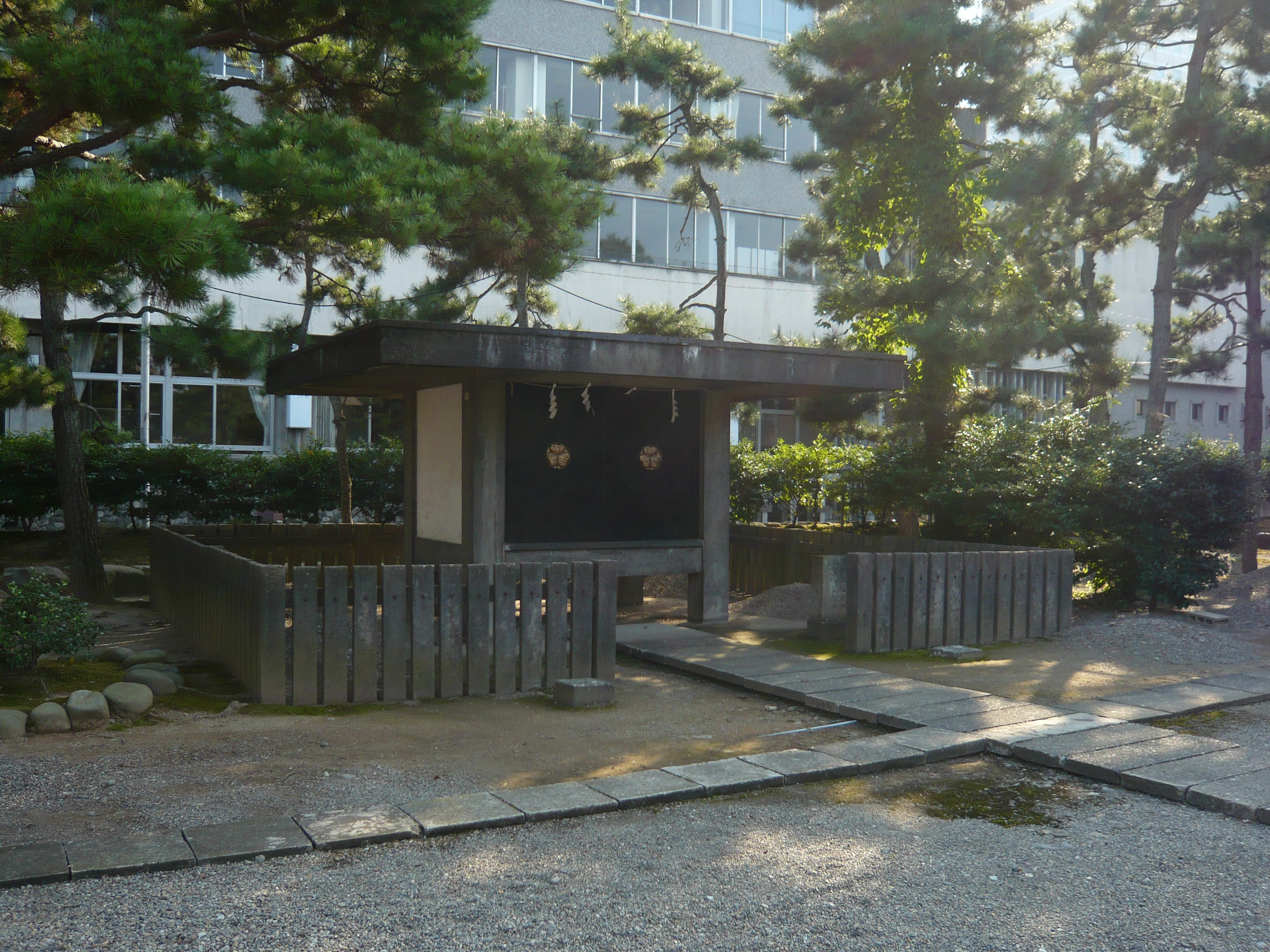
摂社・恒道神社

## 関連図書
- 白井永二・土岐昌訓編集『神社辞典』東京堂出版、1979年、298頁